# Waterville (Nowy Jork)
Waterville – wieś w Stanach Zjednoczonych, w stanie Nowy Jork, w hrabstwie Oneida.
W tej miejscowości urodził się George Eastman, amerykański przedsiębiorca, współzałożyciel przedsiębiorstwa fotograficznego Eastman Kodak.